# Tourouzelle
Tourouzelle é uma comuna francesa na região administrativa de Occitânia, no departamento de Aude. Estende-se por uma área de 14,19 km². Em 2010 a comuna tinha 485 habitantes (densidade: 34,2 hab./km²).